# Giovanni Bernardino Azzolini
Giovanni Bernardino Azzolini także Mazzolini (ur. ok. 1572 w Neapolu, zm. 12 grudnia 1645 tamże), malarz i rzeźbiarz włoski.
Sławnym jego dziełem jest obraz przedstawiającym męczeństwo św. Agaty znajdujący się w kościele św. Józefa w Genui.